# RevuePalast Ruhr
Der RevuePalast Ruhr war von 2009 bis 2025 ein Travestietheater in Herten.

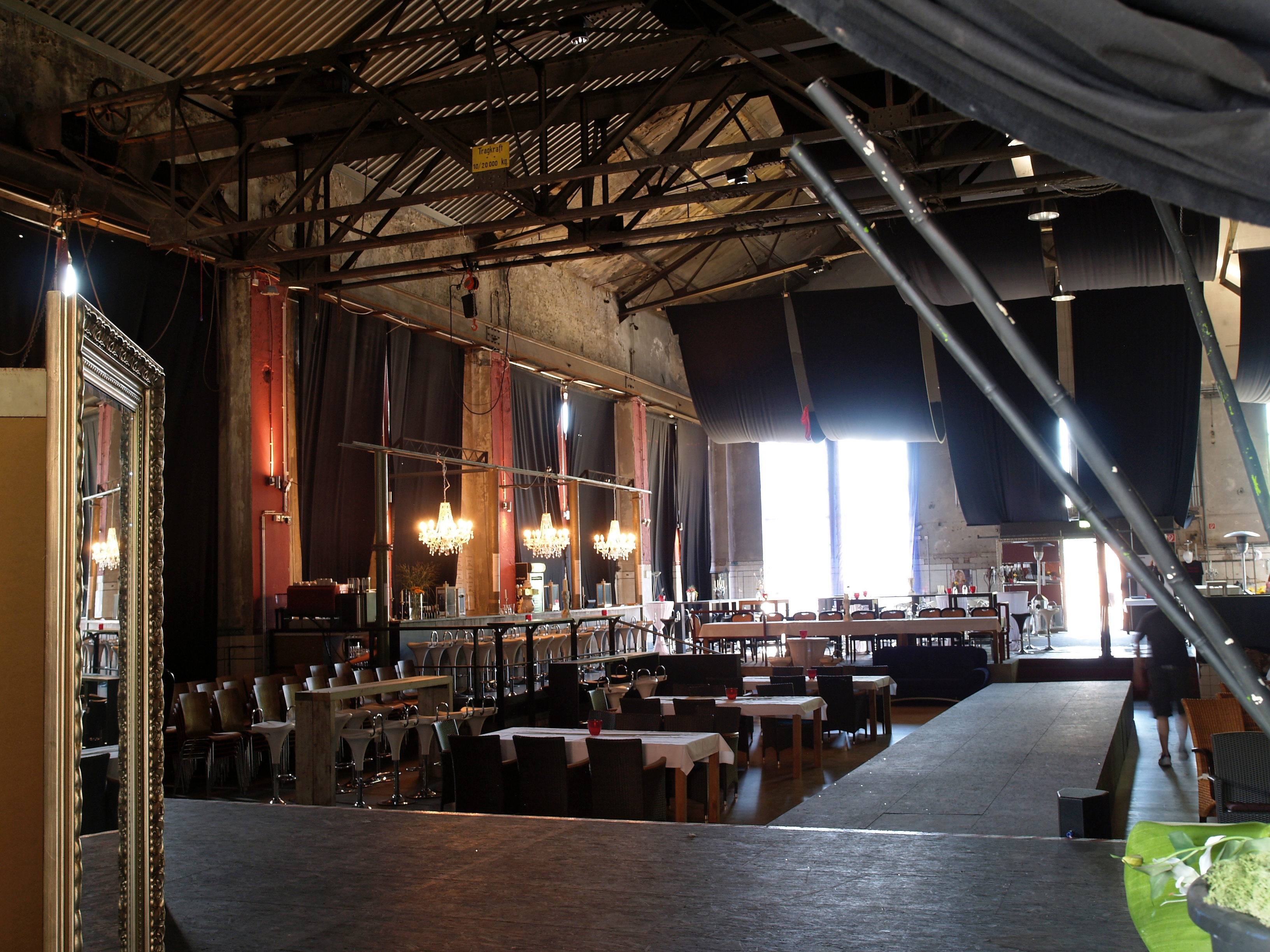
Saal in der ehemaligen Heizzentrale (2008)

Das Theater befand sich seit 2009 in der denkmalgeschützten Heizzentrale des, im Jahre 2001 stillgelegten, Steinkohlebergwerks Ewald in Herten.
Eröffnet wurde die Showbühne im Oktober 2009 mit der Show „Voilà“, die an die Travestie-Revuen in Paris, Berlin oder Hamburg anknüpft, von dem Theaterunternehmer und Prinzipal Christian Stratmann, Bruder des Kabarettisten Ludger Stratmann. Zusammen mit diesem hatte Christian Stratmann bis Ende 2003 das Stratmanns Theater Europahaus in Essen betrieben.
Das Theater verfügte über einen großen Saal mit 290 Plätzen und eine „Untertagebar“ mit 90 Plätzen. Weitere Produktionen waren namentlich „Magic Moments“, „Viva Las Vegas“ und die „Galanacht der Travestie“. Einmal im Monat wurde bei dem Programm „Ganze Kerle“ ausschließlich des weiblichen Publikums gedacht. Als Gastspielhaus öffnete sich der RevuePalast Ruhr in unregelmäßigen Abständen ausgewählten Künstlerfreunden des Prinzipals Christian Stratmann. Dazu zählten u. a. der Schlager- und Opernsänger Marc Marshall, der TV-Hyponotiseur Pharo und der Jazzmusiker Wolf Codera.
Seit seiner Eröffnung wird der RevuePalast Ruhr wegen seiner reizvollen Industriearchitektur auch als Drehort für TV-Produktionen oder besondere Location für Messen oder Veranstaltungen ausgesucht. So wurde zwischen 2013 und 2021 nach großen Fußball-Spielen der ARD Sportschau Club, mit Moderator Alexander Bommes und Gästen, live aus der „Untertagebar“ des Theaters ausgestrahlt. Im März 2012 zeichnete der WDR im Theatersaal die Talkshow „Fernsehabend“ u. a. mit Katrin Bauerfeind, Oliver Kalkofe, Ingolf Lück und Kim Fisher auf.
Am 4. Dezember 2024 gab der Leiter Marvin Boettcher bekannt, dass der zum 31. Januar 2025 auslaufende Mietvertrag nicht verlängert und der Spielbetrieb eingestellt wird.